# Clive Brooke
Pour les articles homonymes, voir Brooke.
Ne doit pas être confondu avec Clive Brook.
 (février 2021).
Clive Brooke, baron Brooke d'Alverthorpe (né le 21 juin 1942) est un syndicaliste britannique et membre travailliste de la Chambre des lords.

## Biographie
Fils de John Brooke et Mary Colbeck, Brooke fait ses études à Thornes House School, Wakefield. De 1964 à 1982, il travaille comme secrétaire adjoint de la Fédération du personnel du fisc, de 1982 à 1988 comme secrétaire général adjoint et comme secrétaire général de 1988 à 1995. En 1996, Brooke est secrétaire général conjoint de l'Union du commerce et de la fiscalité des services publics et occupe ce poste jusqu'en 1998. Il est membre du Conseil général du Congrès des syndicats (TUC) entre 1989 et 1996 et entre 1993 et 1996 du Comité exécutif du TUC. Brooke est membre du Syndicat des services publics et commerciaux (PCS), le successeur du syndicat de la fonction publique qu'il dirigeait.
Le 23 octobre 1997, il est créé pair à vie en tant que baron Brooke d'Alverthorpe, d'Alverthorpe dans le Yorkshire de l'Ouest. Il siège sur les bancs travaillistes. La même année, il est administrateur de l'Institut de recherche en politiques publiques. Il est administrateur et membre du conseil de Community Service Volunteers (CSV) et est administrateur d'Action on Addiction. Il est directeur non exécutif de NATS (anciennement National Air Traffic Services) de 2001 à 2006 . En 2020, il devient le patron de Sugarwise.
Il est marié à Lorna Hopkin Roberts depuis 1967.